# Allium oreophilum
Allium oreophilum — вид трав'янистих рослин родини амарилісові (Amaryllidaceae), поширений на Північному Кавказі, Західній і центральній Азії.

## Опис
Цибулина круглої форми, діаметром ≈ 2 см; зовнішні оболонки паперові, сірі. Стебло 5–10 см. Листків 2, лінійні, 2–8 мм завширшки, довші, ніж зонтик. Зонтик від звуженого до верхівки до кулястого, 3–4 см діаметром, малоквітковий, нещільний. Оцвітина широко-дзвінчаста; сегменти пурпурові з більш темною серединною жилкою, від еліптичних або еліптично-яйцеподібних, 0.8–1.1 мм, тупі або частіше гострі. Коробочка ≈ 4 мм. 2n = 14, 16.

## Поширення
Поширення: Північний Кавказ, Східна Туреччина, Закавказзя, Афганістан, Казахстан, Киргизстан, Пакистан, Таджикистан, Туркменістан, Узбекистан, Сіньцзян.
Населяє скелясті місця, осипи, ≈ 3500 м.